# Better Days
Better Days är en låt framförd av artisten Benjamin Ingrosso. Låten släpptes den 5 april 2024 och hamnade på nummer sju på Spotify Swedens topp-50-lista. Ingrosso har skrivit låten tillsammans med bland annat Vincent Pontare och Salem Al Fakir från Vargas & Lagola. Ingrosso spelade Better Days på sin sommarturné 2023 Allt det vackra som öppningslåt och fick spridning på sociala medier. Främst Tiktok och Instagram. Låten blev även titeln på Ingrossos Europa och Sverige-turné 2024 - Better Days Tour.
Ingrosso säger själv om låten: 
”Better Days” handlar om att vara hoppfull, den ungdomliga naiviteten, och att längta efter att det ska bli bättre. Den beskriver lite min personlighet – att alltid vilja se det positiva i saker och tänka att allting kommer bli bättre. Jag har hållit på den här låten i nästan 4 år, men alla kommande låtar beskriver väldigt mycket den state of mind jag är i just nu, just ung och hungrig på livet. Jag vill sprida kärlek"

## Topplistor
| Topplista (2024)  | Placering |
| ----------------- | --------- |
| Sverigetopplistan | 7         |